# Mustelicosa ordosa
Mustelicosa ordosa är en spindelart som först beskrevs av Henry Roughton Hogg 1912.  Mustelicosa ordosa ingår i släktet Mustelicosa och familjen vargspindlar. Inga underarter finns listade i Catalogue of Life.